# Іліє Боложан
Іліє Габріель Боложан (рум. Ilie Bolojan; 17 березня 1969, Біхор) — румунський державний і політичний діяч, Прем'єр-міністр Румунії з 23 червня 2025 року, виконувач обов'язків Президента Румунії (12 лютого 2025 — 26 травня 2025). Голова Національної ліберальної партії Румунії.

## Біографія
Іліє Боложан закінчив середню математико-фізичну школу «Емануїл Гойду» в Орадя, потім вивчав механіку (1988—1993) у Політехнічному інституті «Траян Вуя» у Тімішоарі та математику (1990—1993) у Західному університеті Тімішоари. В 1993 році він став членом Національної ліберальної партії Румунії).
У 1993—1994 роках працював учителем у допоміжній школі Тілягда.
З 1996 по 2004 рік був членом місцевої ради міста Алешд, а з 2004 року — членом ради округу Біхор. Паралельно обіймав керівні посади.
- 1994—2004 — адміністратор комерційної компанії Campus SRL.
- 2000—2001 — віце-президент ради директорів санітарної компанії Salubri SA.
- 2001—2004 — член ради директорів середньої школи імені Олександра Романа в Алешді.
- 2003—2004 — член ради директорів Алешдинської територіальної лікарні.

У 2005 і 2006 роках відвідував спеціалізовані курси з державного управління у Франції та Національному інституті адміністрації в Бухаресті.
У період 2005-2007 років обіймав посаду префекта округу Біхор, а в 2007-2008 роках — генерального секретаря уряду.
У 2008 році Іліє Боложан був обраний мером Орадя, отримавши 50,3 % голосів. Він став першим мером міста, обраним у першому турі після 1989 року. Боложан розпочав програму адміністративних та економічних реформ, модернізуючи інфраструктуру, відновлюючи історичний центр та залучаючи інвесторів. Завдяки цим заходам Орадя значно підвищила свою привабливість як в економічному, так і в туристичному плані. У 2012 і 2016 роках Боложан був переобраний мером, а в 2016 році він отримав 70,95 % голосів.
У 2020 році Іліє Боложан був обраний головою ради округу Біхор, отримавши 61,5 % голосів. На цій посаді він продовжував просувати проекти з розвитку інфраструктури та залучення інвестицій в округ, удосконалюючи державні послуги та створюючи більш ефективну та прозору адміністративну систему.
В 2024 році був обраний в Сенат.
10 лютого 2025 року президент Румунії Клаус Йоханніс оголосив про свою відставку заплановану на 12 лютого 2025 року. Ілліє Боложан став виконуючим обов'язки президента Румунії і виконуватиме свої обов'язки до обрання нового президента на президентських виборах у Румунії в 2025.
20 червня 2025 року Президент Румунії Нікушор Дан висунув його кандидатуру на посаду прем'єр-міністра. Його кабінет міністрів був затверджений парламентом 23 червня і склав присягу того ж вечора.

## Особисте життя
Про особисте життя Іліє відомо небагато. У 1990-х він одружився з Флорентиною Боложан. У шлюбі у них народилося дві дочки. У 2013 році подружжя розлучилося. За неофіційними даними, причиною розлучення стала зрада Іліє Боложана. З 2022 року перебуває у стосунках із жінкою з міста Орадя. Іліє є першим неодруженим главою Румунії.
Старша дочка Боложана — Лючія-Марія працює архітектором. Вона вивчала архітектуру в Політехнічному університеті Тімішоари на факультеті архітектури та містобудування.